# Édouard Fillias
Édouard Fillias est un homme d'affaires français, conseil en communication et spécialiste des stratégies numériques. Il dirige l'agence Jin.

## Biographie
Édouard Fillias est né le 21 avril 1979 dans le 14e arrondissement de Paris. 
Il entre à Sciences Po Paris en 1998. Une fois diplômé, il se lance dans les études commerciales et intègre HEC Paris en 2001, dont il sort diplômé en 2004 avec l'option « e-business ». 
Il travaille de 2004 à 2006 chez Digimind, un éditeur de logiciel spécialisé dans la veille stratégique. En octobre 2007, il rejoint l'agence Image & Stratégie, alors dirigée par Thierry Saussez, en tant que responsable du pôle « Stratégies Internet ».  
En 2012, Édouard Fillias fonde, avec Alexandre Villeneuve et Romain Boudré, l'agence Jin, société de conseil en communication et éditeur de logiciel (Plugr et Pitchboy).
Il publie en 2010 (réédité en 2012), avec Alexandre Villeneuve, l'ouvrage E-Réputation : Stratégies d'influence sur Internet, aux éditions Ellipses. En 2019, il publie, l'ouvrage Manuel de Survie sur Internet, aux éditions Ellipses.  
Depuis 2011, Édouard Fillias est également directeur de la collection « Actu'Gestion » aux éditions Ellipses.

## Engagement politique et associatif
En 1999, il milite au RPR où il soutient la candidature de Patrick Devedjian pour la présidence de ce parti. Il quitte ce mouvement peu après, estimant qu'une greffe libérale n'y prendrait pas. 
Encore étudiant, il fonde en 2001 l'association libérale « Liberté, j'écris ton nom » qui deviendra rapidement « Liberté chérie ». Au cours de ses 4 années de présidence, il s'est illustré par la défense du service minimum, en particulier dans les transports publics et la pratique de l'agitprop (contre-manifestations, jeu de société Monopole public, etc). En 2003, il publie avec Sabine Herold un livre : Liberté, liberté chérie, aux éditions des Belles Lettres, à la suite de l'organisation d'une grande manifestation contre les grèves, le 15 juin 2003, place de la Concorde. En 2006, il publie Le Manifeste des Alterlibéraux, le programme politique d'Alternative libérale, aux éditions Michalon.

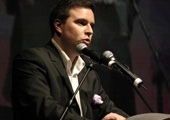
Salle de la Cigale - Congrès fondateur d'Alternative libérale.

Le 1er mars 2006 il participe à la création d'un nouveau parti politique libéral - Alternative libérale - dont il devient président. Il a été choisi comme candidat de ce parti pour l'élection présidentielle de 2007. En décembre 2006, après avoir déclaré son intention de « ne plus cotiser à la sécurité sociale ».
Le 13 mars 2007, il déclare forfait faute de parrainages suffisants et apporte son soutien à François Bayrou. 
Lors des élections législatives de 2007, il obtient 0,52 % des suffrages (228 voix) dans la 12e circonscription de Paris. Il annonce son intention de ne pas se représenter à la présidence d'Alternative libérale le 3 octobre 2007. Il quitte la présidence d'Alternative libérale en octobre 2007.
En 2009, il gère à titre professionnel les aspects internet de la campagne de la liste Libertas de Philippe de Villiers et Frédéric Nihous pour les élections européennes, mais dit avoir pour sa part cessé tout engagement politique.